# Agnieszka Brugger
Agnieszka Brugger z domu Malczak (ur. 8 lutego 1985 w Legnicy) – niemiecka polityk polskiego pochodzenia, od 2009 posłanka do Bundestagu. Od 2018 wiceprzewodnicząca klubu parlamentarnego Sojusz 90/Zieloni.

## Życiorys
Urodziła się na Dolnym Śląsku, w wieku 4 lat wyjechała z rodziną do Niemiec, osiedlając się w Dortmundzie.
W 2004 zdała maturę w katolickim Mallinckrodt-Gymnasium Dortmund, po czym podjęła studia w dziedzinie nauk politycznych, filozofii i prawa publicznego na Uniwersytecie w Tybindze.
W 2004 przystąpiła do Partii Zielonych w Dortmundzie oraz do jej młodzieżówki, pomagała w organizacji kampanii samorządowych, regionalnych i europejskich, była delegatem na regionalne i federalne zjazdy partii.
W 2006 związała się z Fundacją Heinricha Bölla jako stypendystka.
W wyborach w 2009 r. uzyskała mandat posłanki do Bundestagu z listy regionalnej Zielonych w Badenii-Wirtembergii. W wyborach w 2013 i w 2017 r. uzyskała reelekcję do parlamentu.
W 2020 objęła patronatem Marfę Rabkową, białoruską więźniarkę polityczną.